# Asialeyrodes lumpurensis
Asialeyrodes lumpurensis là một loài côn trùng cánh nửa trong họ Aleyrodidae, phân họ Aleyrodinae.
Asialeyrodes lumpurensis được Corbett miêu tả khoa học đầu tiên năm 1935.